# Wurrumiyanga
Wurrumiyanga (conocida como Nguiu hasta 2010) es una localidad y comunidad aborigen ubicada en la esquina sureste de la isla de Bathurst en el Territorio del Norte de Australia. Es el asentamiento más grande de la isla con una población aproximada de 1.500 habitantes.

## Acceso
La isla de Bathurst, en donde está ubicada la localidad, es parte del archipiélago de las islas Tiví en el Mar de Arafura. La isla está separa del continente australiano por el estrecho de apsley y está a unos 80 kilómetros al norte de Darwin. Se puede llegar a Wurrumiyanga por avión, ya que se encuentra a un kilómetro del aeropuerto o por barco. El acceso a la isla solo es posible con previa autorización.

## Historia
Nguiu, como se conocía la localidad en un principio, fue fundada en 1911 por Francisco Xavier Gsell como una estación misionera católica para los aborígenes de la región.
La oficina postal de Nguiu fue abierta el 3 de junio de 1974, convirtiéndose así en la primera oficina de este tipo en la isla de Bathurst.

## En la actualidad
En 2010 Nguiu fue renombrado por el Consejo de Tierras de Tiví como Wurrumiyanga, que significa "el lugar en donde crecen las cicadas".
La localidad cuenta con instalaciones deportivas como un estadio de fútbol, una cancha de baloncesto y una piscina; además de una contar con una escuela católica, un centro de salud y un supermercado.